# 饥饿恐惧
《饥饿恐惧》是2022年发行于Windows平台的电子游戏。本作由Slowdrive Studios开发，Digital Confectioners发行。本作兼有社交、欺诈、生存和冒险等要素。游戏的背景设定在十九世纪，有八名船员艰难探索北冰洋附近的水道。他们之中有两名内鬼（Thralls），内鬼想让所有人死。

## 开发
游戏的一名主创人员在观看电视剧《极地恶灵》时获得了灵感，并对约翰·富兰克林的探险产生了兴趣。在2019年底，游戏开发者们对隐藏身份的游戏很感兴趣，并想要把它和生存游戏结合起来。游戏的开发工作始于2020年，原计划于2021年下半年发行。

## 评价
| 汇总媒体   | 得分   |
| ---------- | ------ |
| Metacritic | 73/100 |

游戏在综合评价网站Metacritic受到了“好坏参半”的评价。

### 销量
游戏售出了超过一百万份。